# 14976 Josefčapek
(14976) Josefčapek, denumire internațională (14976) Josefcapek, este un asteroid din centura principală de asteroizi.

## Descriere
14976 Josefčapek este un asteroid din centura principală de asteroizi. A fost descoperit pe 27 septembrie 1997 la Observatorul din Ondřejov de Petr Pravec. Asteroidul prezintă o orbită caracterizată de o semiaxă mare de 3,12 ua, o excentricitate de 0,16 și o înclinație de 4,7° în raport cu ecliptica.